# Joost de Vries (journalist)
Joost de Vries (Alkmaar, 28 maart 1983) is een Nederlandse schrijver en journalist.

## Biografie
De Vries studeerde journalistiek en geschiedenis aan de Universiteit Utrecht. Sinds 2005 schrijft De Vries voor De Groene Amsterdammer over literatuur; in 2007 trad hij toe tot de redactie van het weekblad, waar hij thans adjunct-hoofdredacteur is. De Vries schreef onder meer voor Das Magazin en nrc.next.

## Werk
In 2010 publiceerde De Vries zijn eerste roman, Clausewitz, over een jonge academicus die op zoek gaat naar een verloren gewaande cultschrijver. Met Clausewitz was De Vries genomineerd voor de Selexyz Debuutprijs en de Anton Wachterprijs. Op 6 december 2011 ontving De Vries een C.C.S. Crone-stipendium voor Clausewitz. In april 2013 publiceerde hij zijn tweede roman, De republiek, eveneens bij uitgeverij Prometheus. Opnieuw speelt de roman in een academisch milieu, dit keer gaat het over het overlijden van een hoogleraar in de 'Hitlerstudies' en de strijd tussen twee van zijn oud-studenten om wie als zijn opvolger gezien zal worden. De republiek werd onder meer genomineerd voor de BNG Bank Literatuurprijs en de Libris Literatuurprijs en werd bekroond met het Charlotte Köhler Stipendium 2013 en de Gouden Boekenuil 2014. 
In oktober 2014 verscheen zijn essaybundel Vechtmemoires. In 2017 verscheen zijn roman Oude meesters. In 2021 verscheen De gelukkigste man van Nederland over Mark Rutte. 
Samen met Ellen Deckwitz en Charlotte Remarque, en in samenwerking met uitgeverij Das Mag en opinieweekblad De Groene, verzorgt hij een literatuurpodcast: Boeken FM. In 2023 werd de Frans Kellendonk-prijs aan hem toegekend.

## Bestseller 60
| Boeken met noteringen in de Nederlandse Bestseller 60 | Jaar van verschijnen | Datum van binnenkomst | Hoogste positie | Aantal weken | Opmerkingen |
| ----------------------------------------------------- | -------------------- | --------------------- | --------------- | ------------ | ----------- |
| Hogere machten                                        | 2024                 | 24-01-2024            | 32              | 10           |             |

## Trivia
In 2015 haalde De Vries de finaleweek van De Slimste Mens.